# Mol (Belgia)
Mol – miejscowość i gmina (gemeente) w Belgii, w Regionie Flamandzkim, w prowincji Antwerpia, w okręgu Turnhout. 1 stycznia 2024 roku liczyła 38 534 mieszkańców. Pod względem powierzchni, jest po mieście Antwerpia największą gminą prowincji.

## Podział administracyjny
W skład gminy nie wchodzi żadna dzielnica (deelgemeente).

## Współpraca
Miejscowości partnerskie:
- Kall, Niemcy (do 2021 r.)
- Kara Kara, Niger
- Peć, Kosowo (do stycznia 2011 r.)
- Santo Tomás, Nikaragua